# Заречье (Рамешковский район)
Заречье — деревня в Рамешковском районе Тверской области. Входит в состав сельского поселения Ильгощи.

## География

### Расположение
Деревня расположена в 42 км (по автодороге — 65 км) к юго-востоку от районного центра, посёлка Рамешки. Находится на северо-восточном берегу озера Глубокое. Ближайшие населённые пункты — деревни Петровское и Остров.

### Часовой пояс
Деревня Заречье, как и вся Тверская область находится в часовой зоне МСК (московское время). Смещение применяемого времени относительно UTC составляет +3:00.

## Население
| 1859 | 1989 | 2002 | 2008 | 2010 |
| ---- | ---- | ---- | ---- | ---- |
| 159  | ↘11  | ↘4   | ↘2   | ↘1   |

Согласно результатам переписи 2002 года, в национальной структуре населения русские составляли 100 % от жителей.